# Iberotrygon
Iberotrygon è un genere estinto di pesci cartilaginei appartenente agli Sclerorhynchoidei, vissuto nel Cretaceo superiore (Cenomaniano) nella Formazione Mosqueruela della Spagna. È conosciuto unicamente attraverso la specie Iberotrygon plagiolophus, descritta nel 2009.

## Descrizione
Iberotrygon è noto da alcuni fossili di denti isolati: l'olotipo MPZ 2005-33, un dente antero-laterale;
i paratipi MPZ 2005-34, quattro denti ben conservati, probabilmente appartenenti a un esemplare giovanile;
MPZ 2005-35, un dente isolato. I denti di Iberotrygon mostrano analogie con quelli di Ptychotrygon, Texatrygon e Archingeayia, ma si distinguono per una combinazione unica di caratteristiche diagnostiche.
I denti presentano una corona cuspidata, con un'alta cuspide principale appuntita, inclinata verso il lato linguale. Il margine linguale della corona sovrasta la radice, specialmente verso l'apice. La corona è voluminosa e ben definita, con spalle corte e basse; il margine tagliente, sebbene smussato, è continuo tra la cuspide centrale e le spalle. In vista occlusale, la corona è priva di creste trasversali evidenti, ma presenta ornamentazioni come una cresta longitudinale medio-labiale che talvolta si biforca basalmente delimitando l'apron. Alla base labiale della corona si trovano creste verticali brevi, che nei denti giovanili tendono a unirsi formando una breve cresta trasversale, simile a quelle osservate in Ptychotrygon.
L'apron è ampio, con estremità arrotondata e basilarmente piegata, staccata dal contorno labiale. La faccia linguale è ripida e presenta una uvula verticale ben sviluppata, sormontata da una depressione centrale limitata da una breve cresta trasversale leggermente convessa. La radice è bassa e stretta, con lobi separati da un solco centrale ampio e profondo; non è presente rigonfiamento basale.

### Ontogenesi
Le variazioni ontogenetiche nei denti suggeriscono che nei giovani le creste verticali si amalgamassero formando brevi creste trasversali e che nei denti degli adulti la cresta labiale verticale tendesse a biforcarsi alla base.